# Arẕet
Arẕet (persiska: اِرزِر, اَرزِت, ارضت) är en ort i Iran.   Den ligger i provinsen Mazandaran, i den norra delen av landet, 250 km öster om huvudstaden Teheran. Arẕet ligger 1 510 meter över havet och antalet invånare är 540.
Terrängen runt Arẕet är kuperad åt sydost, men åt nordväst är den bergig.Runt Arẕet är det ganska tätbefolkat, med 90 invånare per kvadratkilometer. Närmaste större samhälle är Now Kandeh, 16,2 km norr om Arẕet. Trakten runt Arẕet består i huvudsak av gräsmarker.